# Dvor (Kroatië)
Dvor (Servisch: Двор) is een gemeente in de Kroatische provincie Sisak-Moslavina.
Dvor telt 5742 inwoners. De oppervlakte bedraagt 504,9 km², de bevolkingsdichtheid is 11,4 inwoners per km².
Steden (gradovi): Sisak · Glina · Hrvatska Kostajnica · Kutina · Novska · Petrinja

Gemeenten (općine): Donji Kukuruzari · Dvor · Gvozd · Hrvatska Dubica · Jasenovac · Lekenik · Lipovljani · Majur · Martinska Ves · Popovača · Sunja · Topusko · Velika Ludina